# Christoph Schmelzer
Christoph Schmelzer (* 17. November 1908 in Lichtentanne, Sachsen; † 10. Juni 2001 in Heidelberg) war ein deutscher Atomphysiker, Wissenschaftsmanager und Hochschullehrer.

## Leben
Christoph Schmelzer wurde in jungen Jahren durch Hauslehrer unterrichtet, ehe er das Realgymnasium im nahen Zwickau besuchte und dort 1928 sein Abitur bestand. Er begann ein Chemiestudium  an der TH München und wurde 1929 im Corps Bavaria München recipiert. Als Inaktiver wechselte er nach nur zwei Jahren an die Friedrich-Schiller-Universität Jena, um Physik zu studieren. 
1933 trat er der SA und 1939 der NSDAP bei. Mit einer Doktorarbeit bei Max Wien wurde er 1935 zum Dr. phil. promoviert. Thema war das dielektrische Verhalten von Elektrolyten. Diese Untersuchungen setzte er bei einem Forschungsaufenthalt von 1936 bis 1939 an der Brown University in Providence, Rhode Island, USA, fort, kehrte  1939 nach Jena zurück und befasste sich bis zum Ende des Zweiten Weltkrieges mit der Physik und Technik von Dezimeterwellen. Er musste keinen Kriegsdienst leisten. 1945 wurde er dennoch mit der Familie von den Alliierten nach Heidenheim an der Brenz gebracht und dort interniert. Schmelzer konnte seine in Jena durchgeführten Forschungen auswerten und die Ergebnisse teilweise publizieren.
1948 rief ihn Walther Bothe als Assistent an die Ruprecht-Karls-Universität Heidelberg, an der er sich bereits 1949 mit einer Arbeit über das dielektrische Verhalten polar aufgebauter Materie habilitierte. Mit Beginn der 1950er Jahre konzentrierte er sich auf Teilchenbeschleuniger und entwickelte die Idee eines universellen Schwerionenbeschleunigers. Durch seine Untersuchungen zur Beschleunigerphysik ausgewiesen, wurde er 1952 vom neu entstehenden Forschungszentrum CERN in Genf in deren Studiengruppe für ein 30 GeV Protonensynchrotron in die gerade entstehende Beschleunigergruppe aufgenommen. Seit 1954 von Heidelberg zum CERN wechselnd, wurde  Stellvertreter von John Adams. Schmelzer war zuständig für die Hochfrequenzsysteme und maßgeblich an der Entwicklung der Steuerung des Proton Synchrotrons beteiligt, das 1959 in Betrieb genommen wurde.
Im selben Jahr wurde Schmelzer von der Universität Heidelberg auf den Lehrstuhl für Angewandte Physik berufen. Dort widmete er sich der Laserspektroskopie und vor allem der Beschleunigertechnologie.
Schon in seiner Genfer Zeit war er aktiv an Initiativen zur Gründung des späteren DESY beteiligt. Von 1959 bis 1965 war er Vorsitzender des Wissenschaftlichen Rates von DESY. In dieser Zeit griff er die Idee der Beschleunigung schwerer Ionen auf, die er in Studien in Heidelberg fortsetzte. 1964 mit Mitteln für eine Studiengruppe zur Planung eines solchen Beschleunigers ausgestattet, lag 1967 ein baureifer Projektvorschlag für das spätere UNILAC an der späteren GSI vor.
Unter anderem durch sein Wirken wurde Ende 1969 auf Initiative hessischer Universitäten vom Bund und dem Land Hessen die Gesellschaft für Schwerionenforschung in Darmstadt für den Bau (1976 fertiggestellt) und Betrieb des Linearbeschleunigers UNILAC gegründet, mit Christoph Schmelzer als erstem wissenschaftlich-technischem Geschäftsführer. Von 1971 bis 1978 war er ihr wissenschaftlich-technischer Direktor.
Als er 1978 die Leitungsfunktionen an der GSI beendete, war die Beschäftigtenzahl auf etwa 450 Mitarbeiter angewachsen, wobei noch etwa die gleich Anzahl externer Wissenschaftler des In- und Ausland die Anlage für ihre Forschungsarbeiten nutzte. Mit dem von ihm zielstrebig verfolgten Projekt des Linearbeschleunigers, für dessen Realisierung er auch technische Lösungen ersann, legte Schmelzer einen zentralen Grundstein der Entwicklung kernphysikalischer Forschung in Deutschland. Ein Hochfrequenz-Linearbeschleuniger mit Strahlen hoher Luminosität und präziser und über Größenordnungen freier Einstellung der Strahlenergie war zu dieser Zeit absolut neu, aber im Hinblick auf die langfristige Nutzung für die Forschung, und insbesondere für die Erzeugung künstlicher überschwerer Elemente von hoher Bedeutung. Der UNILAC war so flexibel konzipiert, dass er bei der Erweiterung der GSI durch eine Synchrotron/Speicherring-Anlage (SIS18/ESR) ab 1985 als Vorbeschleuniger genutzt werden konnte. Mit dem Linearbeschleuniger der GSI wurden später sechs neue superschwere Elemente (107 – 112) nachgewiesen und neue Wege zur Tumorbehandlung gefunden. Das internationale Zukunftsprojekt FAIR soll diese Linie fortführen. Auch hier wird der UNILAC als Vorbeschleuniger genutzt werden.
Beerdigt wurde er in seinem Heimatort Lichtentanne.

## Ehrungen
- Mitglied der Heidelberger Akademie der Wissenschaften (1958/1966).
- Verdienstorden der Bundesrepublik Deutschland (1978)
- Christoph-Schmelzer-Preis der GSI benannt, der seit 2001 jährlich wechselnd für Diplom- und Masterarbeiten oder Promotionen auf dem Gebiet der Tumortherapie mit Ionenstrahlen (Schwerionentherapie) vergeben wird. Er ist mit einem kleinen Geldpreis dotiert, den sich die Preisträger teilen. Im Rahmen der Verleihung stellen sie dabei ihre Arbeiten vor. Die Auszeichnung wird dabei vom Verein zur Förderung der Tumortherapie mit schweren Ionen e.V. verliehen.[5]

## Amateurfunk
Christoph Schmelzer war unter den Rufzeichen DE0078 und D4BIU im Amateurfunk aktiv. Er war nach Kriegsausbruch einer von noch drei verbleibenden Funkamateuren.